# Dennis Radtke

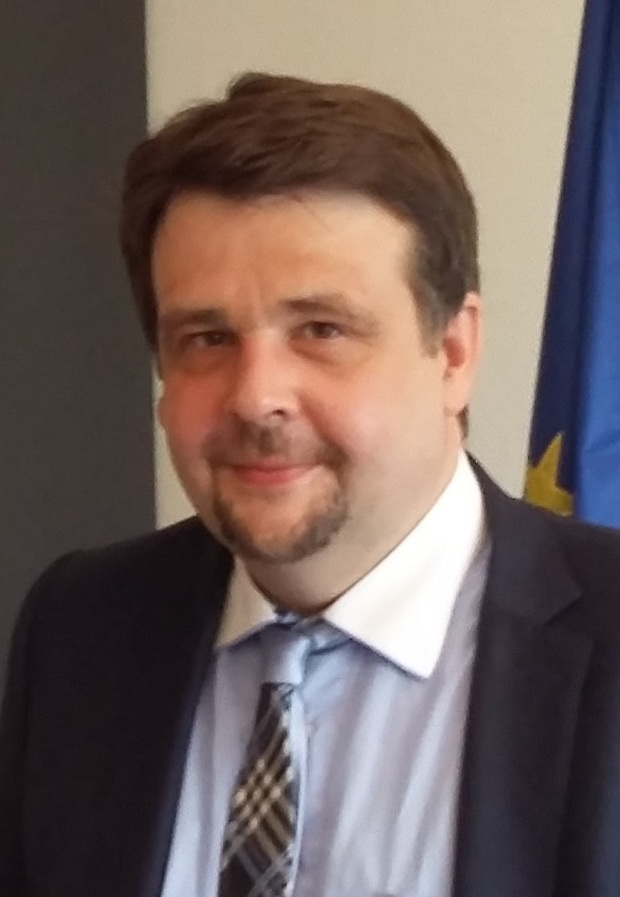
Dennis Radtke

Dennis Radtke (nascido em 29 de abril de 1979) é um político alemão e membro do Parlamento Europeu (MEP) que representa a Alemanha desde 24 de julho de 2017. Ele é membro da União Democrata-Cristã, parte do Partido Popular Europeu.